# Zamarada secutaria
Zamarada secutaria là một loài bướm đêm trong họ Geometridae.